# Dragovac, Požarevac
Dragovac (Драговац), pronunțat în limba română Dragovaț, este un sat situat în partea de est a Serbiei, în Districtul Braničevo. Aparține administrativ de comuna Požarevac. La recensământul din 2002 localitatea avea 910 locuitori.